# 往馬坐伊古麻都比古神社

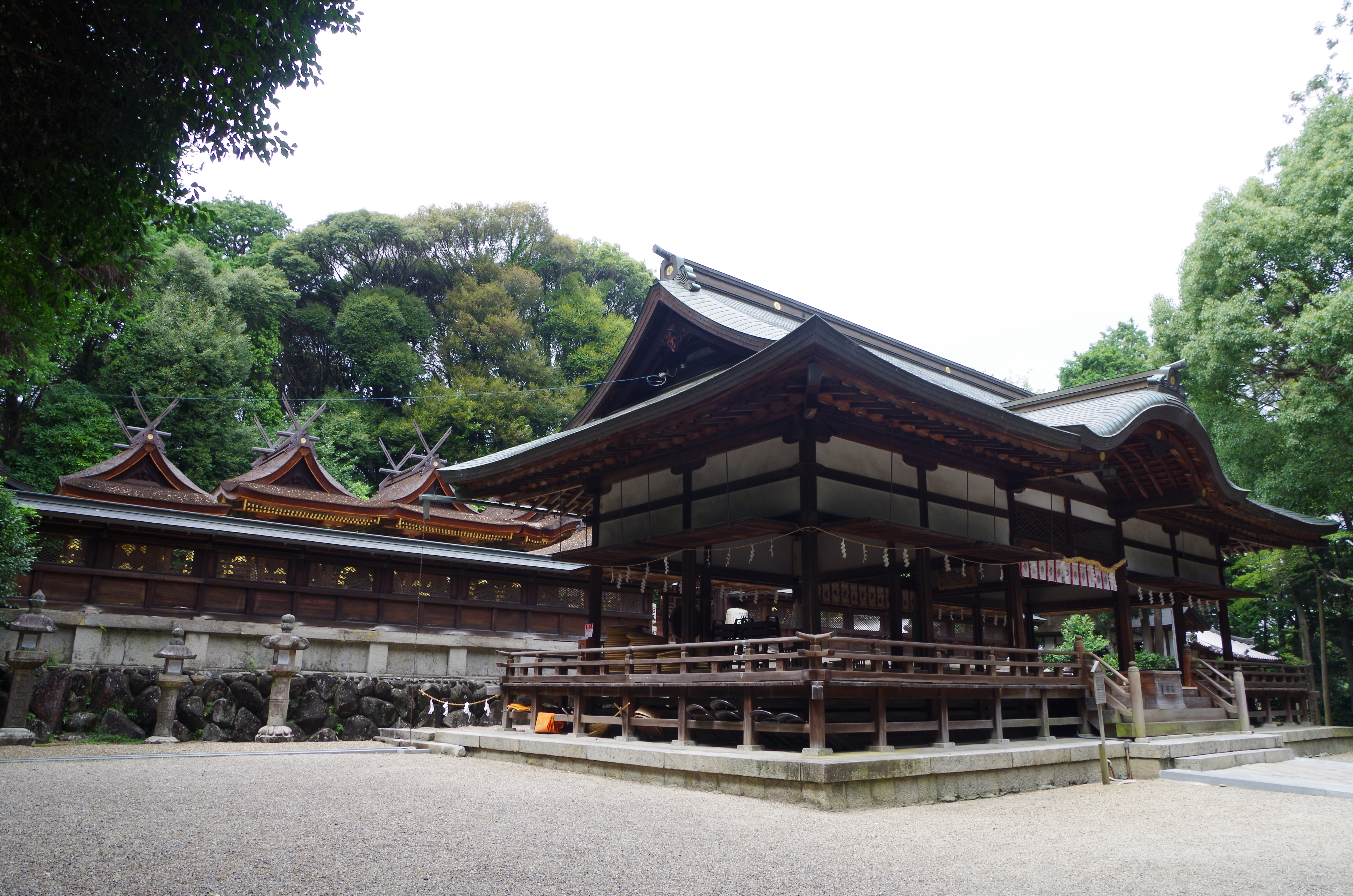
拝殿および本殿

往馬坐伊古麻都比古神社（いこまにいますいこまつひこじんじゃ）は、奈良県生駒市にある神社。式内社で、旧社格は県社。往馬大社（いこまたいしゃ）と通称される。

## 祭神
- 主祭神 - 伊古麻都比古神（生駒山の神）、伊古麻都比賣神（生駒山の神）、氣長足比賣命（神功皇后）、足仲津比古命（仲哀天皇）、譽田別命（応神天皇）、葛城高額姫命（神功皇后の母）、息長宿禰王命（神功皇后の父）

伊古麻都比古神、伊古麻都比賣神は古代より火を司る神として信仰されている。大嘗祭で用いられる浄火を起こす道具である火燧木は代々当社が献上することとなっており、明仁天皇の大嘗祭においても当社の火燧木が使用された。『北山抄』『元要記』『亀相記』などには当社の神が「火燧木神（ひきりきのかみ）」と書かれている。大嘗祭（天皇即位礼の際に初めて新穀を神々に献じる儀式）のために悠紀・主基二国を決める時に亀の甲羅を焼いて占うが、その時の火燧木は生駒社から献上されたものが使われる習わしがあった。この火燧木は波波迦（ははか）といい、今日の上溝桜（うわみぞざくら）にあたる。10月第2日曜日（元は10月10日）の例祭は「火神祭」と呼ばれ、龍田大社の風神祭、廣瀬大社の大忌祭とともに古来より朝廷の崇敬を受けてきた。火神祭は松明（たいまつ）を担いだ若者が石段を駆け降りる速さを競う伝統行事であり、奈良県教育委員会によって無形民俗文化財に指定されている。

## 歴史
創建の年代は不詳であるが、生駒谷十七郷の氏神としてこの地に鎮座し、奈良県内では大神神社や石上神宮と同様に神奈備（生駒山）を御神体として祀られた日本有数の古社である。また、神社の境内を覆う鎮守の杜は奈良県の天然記念物に指定されている。
文献での最も古い記述は、『総国風土記』の雄略天皇3年（458年）条に「伊古麻都比古神社」とあるものである。延喜式神名帳では大和国平群郡「往馬坐伊古麻都比古神社二座」と記載され、大社に列し、月次・新嘗の奉幣に預ると記されている。往馬坐伊古麻都比古神社二座の内、一座は祈雨（あまごい）の幣も賜っていた。
平安時代には神宮寺が十一ヵ寺あったという。
本殿は産土神の二座であったが、鎌倉時代に武家の守護神である八幡神への信仰が興隆し、五座の八幡神を合せ祀り現在の七座となった。
明治時代になると神仏分離によって神宮寺は廃され、県社に列せられた。

## 境内
- 本殿 7棟 - 7連の春日造桧皮葺の本殿が建つ。中央に伊古麻都比古神、その右に伊古麻都比賣神が祀られる。左から順番に並べると息長宿禰王命、氣長足比賣命（神功皇后）、譽田別命（応神天皇）、伊古麻都比古神、伊古麻都比賣神、足仲津比古命（仲哀天皇）、葛城高額姫命の順となる。
- 祝詞舎
- 拝殿
- 英霊殿 - この場所に称徳天皇の黄金の位牌が埋められたという。
- 観音堂 - 神仏習合の名残。神功皇后の本地仏である十一面観音像（伝・雲慶作）を祀る。神社に仏教の堂宇が残っている所は少ない。
- 神饌所
- 斎館
- 祭器庫
- 楼門 - 実際は唐門である。
- 役座
- 高座
- 北座
- 南座
- 管弦楽座
- 禊場
- 北神輿庫
- 南神輿庫
- 社務所

### 摂末社
- 祓戸社 - 祭神：瀬織津比賣神
- 水神社 - 祭神：水分神
- 稲荷社 - 祭神：宇迦之御魂神
- 戎神社 - 祭神：事代主神
- 北末社
  - 大山祇社 - 祭神：大山祇神
  - 春日社 - 祭神：天児屋根命
  - 神明社 - 祭神：天照大神
  - 仁徳天皇社 - 祭神：大雀神
  - 豊受比賣社 - 祭神：豊受比賣神
- 南末社
  - 月読社 - 祭神：月読命
  - 猿田彦社 - 祭神：猿田彦神
  - 住吉社 - 祭神：底筒男命、中筒男命、表筒男命
  - 伊弉諾社 - 祭神：伊邪那岐命、伊邪那美命

### 境外
- 高良社 - 祭神：大伴武以命、武内宿禰命
- 春日社（別院） - 祭神：鵜葺草葺不合命、大国主神、天児屋根命、大日孁貴神

## 文化財

### 重要文化財
- 絹本著色生駒曼荼羅図 - 鎌倉時代。奈良国立博物館蔵[1]。

### 奈良県指定有形文化財
- 絹本著色生駒曼荼羅 - 室町時代[2]。奈良国立博物館寄託。

### 奈良県指定無形民俗文化財
- 往馬大社の火取り行事[2]

### 奈良県指定天然記念物
- 往馬大社の社そう[2]

## 現地情報
交通アクセス
- 近鉄生駒線 一分駅
- 第二阪奈有料道路 壱分ランプ・小瀬料金所
- 国道168号線 一分バイパス